# Hodegética
Hodegética (del griego odeghéo = guía, "guiar o mostrar el camino") es un término técnico de la pedagogía histórica que describe la doctrina de dar instrucciones. La tarea de la Hodegética es transmitir "el propósito de los estudios académicos y su metodología" (Horst Kunze).
La hodegética se apega al estudio de la disciplina y gobierno de los alumnos... "consiste en la educación ética y estética en primer lugar, cuyo objeto es influir sobre los sentimientos y la voluntad y formar el carácter del educando".
La hodegética se refiere al munus regendi, es decir, a la dirección de las almas y al gobierno de la comunidad, y a la buena administración de sus bienes espirituales y materiales.